# علي الغربي (سباح)
علي الغربي (بالفرنسية: Ali Gharbi) ولد يوم 18 أبريل 1955 في قرطاج، تونس زمن الحماية الفرنسية وتوفي يوم 12 ديسمبر 2009 في مدينة تونس، تونس. كان سباحا تونسيا شارك في الألعاب الأولمبية الصيفية 1976. كان يعتبر أفضل سباح عربي وأفريقي قبل صعود أسامة الملولي.
في عام 1977، انضم إلى زميلته في الفريق الوطني مريم ميزوني في الترجي الرياضي التونسي، وفازوا معًا بالعديد من الألقاب. توفي عن عمر يناهز 54 عامًا بعد صراع طويل مع المرض.